# Моттола
Моттола (італ. Mottola) — муніципалітет в Італії, у регіоні Апулія,  провінція Таранто.
Моттола розташована на відстані близько 410 км на схід від Рима, 60 км на південь від Барі, 26 км на північний захід від Таранто.
Населення — 16 116 осіб (2014).

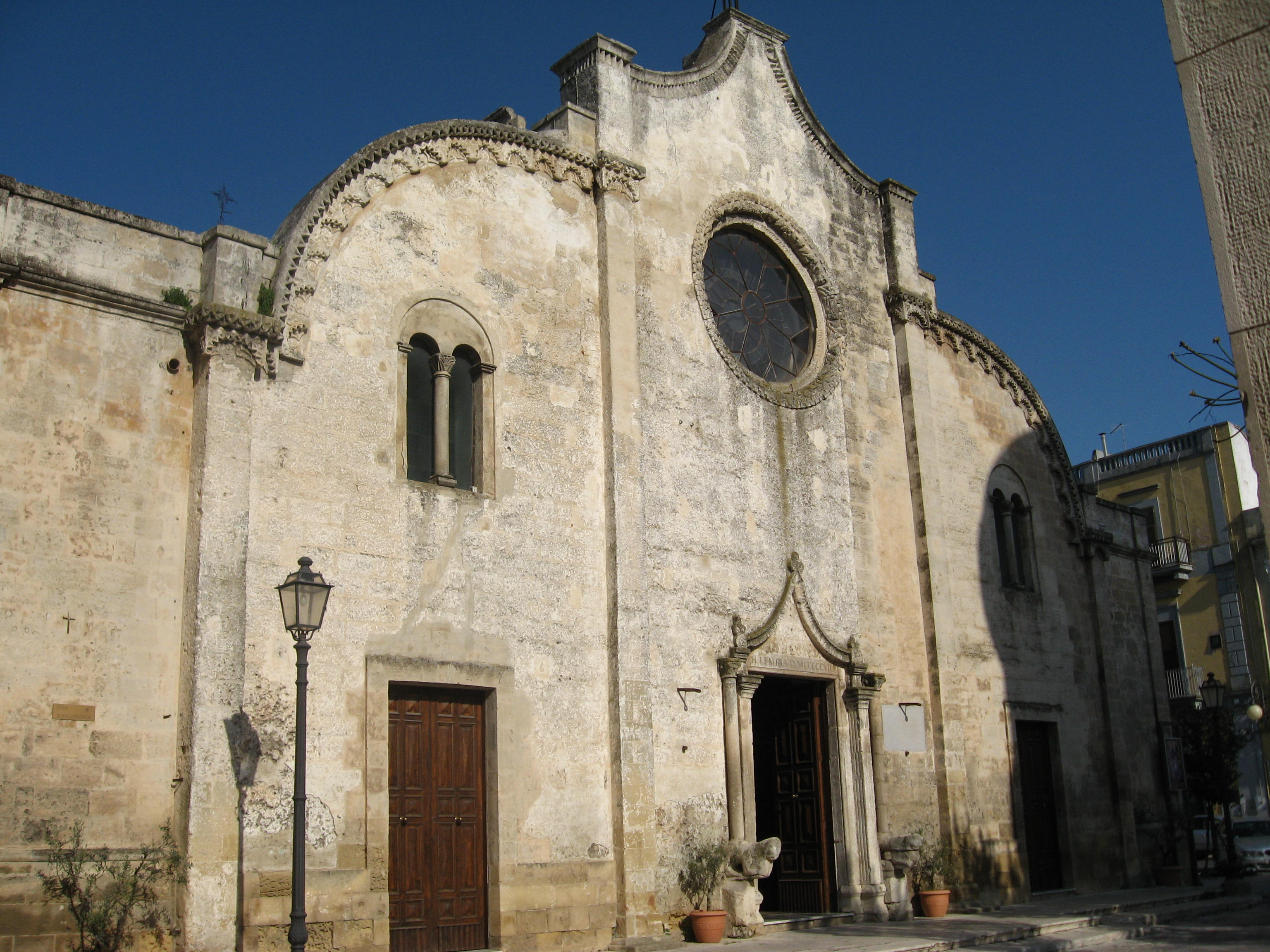

Щорічний фестиваль відбувається 29 грудня. Покровитель — San Tommaso Becket.

## Демографія
Населення за роками:

Станом на 1 січня 2023 року в муніципалітеті офіційно проживав 391 іноземець з 36 країн, серед них 178 громадян країн Євросоюзу та 17 громадян України.

## Клімат
| Місяці                | Місяці | Місяці | Місяці | Місяці | Місяці | Місяці | Місяці | Місяці | Місяці | Місяці | Місяці | Місяці | Пора | Пора | Пора | Пора | Рік  |
| Місяці                | Січ    | Лют    | Бер    | Кві    | Тра    | Чер    | Лип    | Сер    | Вер    | Жов    | Лис    | Гру    | Зим  | Вес  | Літ  | Осі  | Рік  |
| --------------------- | ------ | ------ | ------ | ------ | ------ | ------ | ------ | ------ | ------ | ------ | ------ | ------ | ---- | ---- | ---- | ---- | ---- |
| Темп. макс. (°C)      | 11.8   | 12.8   | 14.9   | 18.3   | 23.1   | 27.5   | 30.4   | 30.5   | 26.5   | 21.4   | 16.8   | 13.4   | 12.7 | 18.8 | 29.5 | 21.6 | 20.6 |
| Темп. мін. (°C)       | 4.6    | 4.9    | 6.5    | 8.7    | 12.5   | 16.4   | 19     | 19.2   | 16.5   | 12.8   | 9.0    | 6.2    | 5.2  | 9.2  | 18.2 | 12.8 | 11.4 |
| Опади (мм)            | 59     | 58     | 54     | 36     | 33     | 23     | 22     | 23     | 37     | 73     | 73     | 63     | 180  | 123  | 68   | 183  | 554  |
| Вологість повітря (%) | 77.8   | 76.6   | 75.4   | 72.9   | 70.2   | 65.7   | 61.8   | 63.6   | 70.0   | 76.0   | 78.9   | 78.9   | 77.8 | 72.8 | 63.7 | 75   | 72.3 |

## Сусідні муніципалітети
- Альберобелло
- Кастелланета
- Джоя-дель-Колле
- Мартіна-Франка
- Массафра
- Ночі
- Паладжанелло
- Паладжано